# Sten Njurling
Sten Arvid Wilhelm Njurling, född 30 januari 1892 i Jakob och Johannes församling, Stockholm, död 16 maj 1945 i Hedvig Eleonora församling, Stockholm, var en svensk kompositör och kapellmästare.
Njurling använde sig av pseudonymen Fred Winter från maj 1915, eftersom han trodde att hans riktiga namn skulle vara för svårt att uttala i utlandet. Han använde även pseudonymen Igor Borganoff.

## Biografi
Njurling föddes 1892 i Stockholm som son till advokaten Karl Vilhelm Njurling och Maria Viktoria Reif. Han tog 1910 studentexamen vid Norra latinläroverket. Från 1913 till 1914 studerade Njurling komposition och orkesterarrangemang för professor Sieber i Wien.
Njurling debuterade som populärkompositör 1908 med kompositionen "Rendez-Vous". Han skrev revy-, film-, operett- och schlagermusik samt revytexter. I början av 1930-talet anställdes han som inspelningschef på skivbolaget Husbondens röst. Bland hans mest populära melodier kan nämnas "Café Rouge", "Släckta fyrar", "Sista man på Skansen" och "Skepp som mötas" (Axel Öman).
Han var den pådrivande kraften bakom bildandet av föreningen Svenska Kompositörer av Populärmusik (SKAP) 1926, och blev dess förste ordförande.

### Privatliv
Njurling gifte sig 1929 i Stockholm med Margareta Bernhardina Nilsson (1905–1980). Hon var dotter till skomakaren Carl Nilsson och Albertina Andersson.

## Filmografi

### Manus, producent
- 1932 – Lyckans gullgossar

## Diskografi
- Fred Winter melodier. Underhållningsorkestern under ledning av Åke Jelving. Arrangör Jerry Högsedt. LP. Columbia. 33 SSX 1002. 1959.
- Härligt härligt. Fred Winter-kavalkad. Ricke Löw. LP. Favorit FA 1. 1982.

### Singlar
- 1924 – Skepp som mötas/Brunhild från Kattegatt (Ekophon rekord).[8]

- 1928 – Flygarvalsen/Sista man på Skansen (His Master's Voice).[9]

## Kompositioner
- 1928 – Flygarvalsen (musik är skriven med Jules Sylvain och texten är skriven av Valdemar Dalquist).[9]
- 1928 – Sista man på skansen (texten är skriven av Valdemar Dalquist).[9]

### Filmmusik
- 1930 – Flottans lilla fästmö[10]

1. Då kan du mer än jag (texten är skriven av Gösta Stevens).
2. En pärla före frukost (texten är skriven av Gösta Stevens).
3. Flottans lilla fästmö (texten är skriven av Gösta Stevens).
4. För det första och för det... (texten är skriven av Gösta Stevens).
5. Kom och blås (texten är skriven av Gösta Stevens).
6. Mariann (texten är skriven av Gösta Stevens).
7. Stockholm-Göteborg (texten är skriven av Gösta Stevens).
8. Utställningshambon.

- 1931 – En kärleksnatt vid Öresund[11]

1. Salta biten (texten är skriven av Valdemar Dalquist).
2. Va' säger herrarna om de'? (texten är skriven av Fritz Gustaf).
3. En kärleksnatt vid Öresund (texten är skriven av Ejnar Westling).
4. Bella Caschetta (texten är skriven av Fritz Gustaf).

- 1932 – Pojkarna på Storholmen[12]

1. Waxholm Ettan (musiken är skriven tillsammans med Einar Fagstad och texten är skriven av Sölve Cederstrand).
2. Kärleksdrömmar (texten är skriven av Fritz Gustaf).
3. Flickan hon dansar (texten är skriven av Fritz Gustaf).

- 1932 – Sten Stensson Stéen från Eslöv på nya äventyr[13]

1. Varje steg är ett steg mot himlen (texten är skriven av Fritz Gustaf).
2. Har du en motor skall den skötas som en kvinna (texten är skriven av Fritz Gustaf).

- 1932 – Lyckans gullgossar[14]

1. Det ordnar sig alltid (texten är skriven av Fritz Gustaf).
2. I de tusen fröjdernas hus (texten är skriven av Dix Dennie).
3. Det blommade två rosor (texten är skriven av Fritz Gustaf).
4. En sommarnatt som nu kan allting hända (texten är skriven av Fritz Gustaf).

- 1932 – Muntra musikanter
- 1933 – Djurgårdsnätter[15]

1. Djurgårdsnätter (texten är skriven av Guido Valentin).
2. En liten månskenspromenad (texten är skriven av Eskil Eriksson).
3. Tänk om gamla Djurgår'n kunde tala (texten är skriven av Georg Eliasson och Nils Perne).

- 1933 – Inled mig i frestelse
- 1936 – Samvetsömma Adolf[16]

1. Hallå, hurra
2. Gamla Svea garde
3. Min evigt älskade är du (musiken är skriven tillsammans med Gösta Hultgren och texten är skriven tillsammans med Weyler Hildebrand).
4. Hipp hurra för kronans glada gossar!

- 1937 – Adolf Armstarke[17]

1. Det var en ädel riddersman
2. Kan du höra hur vakcert jag visslar